# Pterodontia longisquama
Pterodontia longisquama är en tvåvingeart som beskrevs av Curtis W. Sabrosky 1947. Pterodontia longisquama ingår i släktet Pterodontia och familjen kulflugor. Inga underarter finns listade i Catalogue of Life.